# Die Frauen (Film)
Die Frauen (Originaltitel: The Women) ist ein US-amerikanischer Spielfilm aus dem Jahr 1939 unter der Regie von George Cukor. Die Hauptrollen spielen Norma Shearer, Joan Crawford und Rosalind Russell.
Der Schwarzweißfilm mit ausschließlich weiblichen Darstellern enthält etwa in der Mitte eine zehnminütige Sequenz in Technicolor.

## Handlung
Die New Yorkerin Mary Haines führt eine scheinbar perfekte Ehe mit dem erfolgreichen Ingenieur Stephen Haines. Wenn sie sich nicht um die Erziehung ihrer kleinen Tochter Mary kümmert, trifft sie sich zum Lunch mit ihren Freundinnen. Eines Tages erfährt Marys Freundin Sylvia Fowler zufällig von ihrer Maniküristin, dass Stephen ein Verhältnis mit der attraktiven Crystal Allen haben soll, die in einem Luxuskaufhaus als Verkäuferin für Parfum arbeitet. Sylvia teilt das neue Wissen zunächst mit den anderen Freundinnen und empfiehlt dann Mary dieselbe Maniküristin, sodass sie die Wahrheit erfährt. Mary ist zunächst entsetzt und beschließt, mit ihrer Mutter Mrs. Morehead zunächst einmal einige Wochen auf die Bermudas zu fahren, um Abstand zu gewinnen. Bei ihrer Rückkehr trifft sie auf einer Modenschau dann persönlich auf ihre Rivalin, die von Stephen mit dem nötigen Geld für Kleider ausgestattet wurde, und das Treffen endet in einem handgreiflichen Streit.
Der Konflikt endet schließlich mit dem Entschluss der Eheleute Haines, sich scheiden zu lassen. Mary pocht mit Verweis auf ihre Würde noch mehr auf die Scheidung als Stephen. Sie nimmt den ersten Zug nach Reno, um die Trennung so rasch wie möglich über die Bühne zu bekommen. Auf der Fahrt trifft sie ihre noch junge Freundin Peggy, die sich nach einem ersten größeren Streit mit ihrem Ehemann Johnny ebenfalls scheiden lassen will. Die beiden Frauen machen ebenfalls die Bekanntschaft von Miriam Aarons und der bekannten Societylady Comtesse De Lave, die sich bereits zum vierten Mal scheiden lässt. Nach einiger Zeit in Reno ist Marys Scheidung offiziell. Peggy bemerkt unterdessen, dass sie schwanger ist, und versöhnt sich mit ihrem Mann.
Am Tag vor ihrer Abreise erscheint unerwartet Sylvia, die von ihrem Ehemann um die Scheidung gebeten wurde, da er eine neue Frau kennengelernt hat. Die Dinge nehmen eine unerwartete Wendung, als Sylvia entdeckt, dass Miriam Aarons die neue Geliebte ihres eigenen Ehemanns ist. Nach einer wilden Prügelei zwischen den Rivalinnen kommt es am Ende zu einem Zerwürfnis zwischen Mary und Sylvia, die ihr die Freundschaft mit Miriam übel nimmt. Mary ist unterdessen skeptisch über ihre Scheidung von Stephen geworden und Miriam empfiehlt ihr, ihren Stolz zu überwinden und Stephen erneut für sich zu gewinnen. Allerdings erreicht sie ein Anruf von Stephen, in dem er sie über seine Heirat mit Crystal informiert.
Zwei Jahre später führt Crystal, nunmehr Mrs. Stephen Haines, ein Leben in Luxus und Langeweile. Immer auf der Suche nach einer noch besseren Partie hat sie eine Affäre mit einem beliebten Radiosänger angefangen, bei dem es sich um Buck Winston, den fünften Ehemann der Comtesse, handelt. Mary, die Stephen immer noch liebt, erfährt von dem Geheimnis und beschließt, ihn sich zurückzuholen. Im Umkleideraum eines Nachtclubs bringt sie Sylvia, die inzwischen mit Crystal befreundet ist, in Anwesenheit der Klatschreporterin Dolly Dupuyster dazu, über Crystals Affäre auszupacken. Trotz der sich anbahnenden Trennung von Stephen hofft Crystal darauf, weiter komfortabel mit Buck Winston leben zu können, doch muss sie erfahren, dass dessen Karriere nur durch die Comtesse gestiftet wurde und er kein Geld hat. Crystal meint resigniert, dass sie wohl hinter die Ladentheke zurück müsse, und erklärt ihre Verachtung für die Damen der Gesellschaft. Mary läuft unterdessen Stephen entgegen, der auf sie wartet.

## Hintergrund
Die Komödie Die Frauen basiert auf dem gleichnamigen Theaterstück von Clare Booth Luce, das es in der Saison 1936/1937 auf insgesamt 666 Aufführungen am Broadway brachte. Ursprünglich war eine Verfilmung mit Claudette Colbert unter der Regie von Gregory La Cava geplant. Ende 1938 kaufte jedoch Metro-Goldwyn-Mayer die Rechte als mögliches Projekt für Norma Shearer mit Ilka Chase in der Rolle der Sylvia Fowler. Für die Regie war zunächst Clarence Brown vorgesehen. Die erste Drehbuchfassung wurde von Clare Booth Luce gemeinsam mit Jane Murfin entwickelt, doch die Zensurbehörde erhob Einwände gegen die ihrer Ansicht nach zu frivolen und sexuell zweideutigen Dialoge. Schließlich übernahm Anita Loos die Verantwortung, die Endfassung zu erarbeiten. Ungenannt schrieb auch Schriftsteller F. Scott Fitzgerald am Drehbuch mit.
Die Besetzung der 135 ausschließlich weiblichen Rollen war teilweise nicht ganz einfach. Nachdem Norma Shearer sich entschieden hatte, die Mary Haines zu spielen, war es eine Überraschung, dass sich ihre Rivalin Joan Crawford bereit erklärte, die vergleichsweise kleine Rolle der Crystal zu übernehmen.
Die Rivalität der beiden Schauspielerinnen, die sich seit 1925 mehr oder weniger kontinuierlich gesteigert hatte, erreichte bei den Dreharbeiten den Höhepunkt. Shearer war nach dem Tod ihres Ehemanns Irving Thalberg dank ererbter Firmenanteile immer noch ein mächtiger Star. Ihre letzten beiden Filme Marie-Antoinette und Idiot’s Delight wiesen jedoch teilweise Verluste in Millionenhöhe auf. Sie und Crawford stritten sich erbittert um jede Einstellung und jede Dialogzeile. Am Ende profitierte Rosalind Russell von der Dauerfehde und schaffte es, ebenfalls über dem Titel, wenn auch nur halb so groß wie Shearer und Crawford, angekündigt zu werden. Der Charakter der Gräfin de Lave ist eng an die amerikanische Gräfin di Frasso angelehnt, die in den 1930er Jahren für Aufregung in der Gesellschaft sorgte und der zahllose Affären, darunter mit Gary Cooper und Benito Mussolini, nachgesagt wurden. 
Joan Crawford war mit sich und ihrer Darstellung zufrieden, wie sie später gegenüber Roy Newquist zugab.

„Ich wusste, dass es gefährlich für mich sein konnte, die Crystal zu spielen, aber ich konnte einfach nicht widerstehen. Sie war die ultimative hartherzige, zu allem entschlossene Goldgräberin auf ihrem Weg nach oben. Eine zutiefst gemeine Frau, die es schafft, dass das Publikum sie hasst. Ich wusste genau: Norma kriegt all die Sympathien der Zuschauer, Roz Russell stiehlt den ganzen Film und alle hassen mich. Es kam auch genau so, aber ich habe eine verdammt gute Darstellung gegeben. Es ist ein Klassiker und ich bin wirklich stolz auf meine Mitwirkung. Aber ehrlich, ich denke nicht, dass Crystal es am Ende in die Herzen der Zuschauer geschafft hat.“

## Neuverfilmungen
Im Jahr 1956 erschien das Remake Das schwache Geschlecht (The Opposite Sex) unter Regie von David Miller. Unter anderem spielen Joan Collins, June Allyson und Ann Sheridan, aber auch männliche Schauspieler wie Leslie Nielsen und Jeff Richards wurden besetzt. Im Jahr 2008 kam eine weitere Fassung des Stoffs, erneut unter dem Originaltitel, The Women in den Verleih. Diese war wie der Film von 1939 ausschließlich mit Frauen besetzt, fiel aber bei den meisten Kritikern durch.

## Kinoauswertung
Mit Produktionskosten von 1.688.000 US-Dollar lag der Film deutlich über dem durchschnittlichen Budget für einen MGM-Film. Die Inlandseinnahmen betrugen 1.610.000 US-Dollar, zu denen noch einmal 660.000 US-Dollar von den Auslandsmärkten kamen. Am Ende standen kumulierte Gesamteinnahmen in Höhe von 2.270.000 US-Dollar, womit Die Frauen zu den erfolgreichsten MGM-Produktionen des Jahres zählte. Aufgrund der hohen Investitionen wies das Studio am Ende jedoch einen Verlust von 262.000 US-Dollar aus.

## Kritiken
Die Kritiken waren wohlwollend.

„[Wir] sind überzeugt, dass jedes Hollywood-Studio wenigstens einen durch und durch boshaften Film pro Jahr abliefern sollte. [...] Der beste Aspekt von allen, abgesehen von der Freude, die wir beim Hören der witzigen Dialoge empfinden, ist die Art und Weise, mit der Norma Shearer, Joan Crawford, Rosalind Russell, Paulette Goddard und die anderen die Chance ergreifen, intrigante Frauenzimmer zu spielen.“

„Eine mit Humor, bitterer Ironie und einer guten Portion Zynismus elegant inszenierte Komödie, in der nur Frauen spielen. George Cukor nutzt die mondäne Gesellschaft der späten 30er Jahre als Hintergrund für ein spitzzüngiges Spiel um Intrigen, falsche Freundschaften, Konkurrenzkämpfe und Rivalitäten, wobei er virtuos zwischen Karikatur und Ernsthaftigkeit pendelt und sich der Spiellaune der ausgezeichneten Darstellerinnen bedient.“

## Auszeichnungen
Im Jahr 2007 wurde der Film in das National Film Registry aufgenommen.